# Яким Самченко
Яким Самченко (пом. 1685, Немирів) — український політичний та військовий діяч, гетьман так званої ханської України з жовтня до грудня 1685 року.

## Біографія
Про нього мало збереглося відомостей. У жовтні 1685 році очільник Подільського еялету Мустафа Бозоклу-паша доручив солтан-калзі і ханському синові Девлету, щоб той у Немирові замість загиблого Теодора Сулименка «за гетьмана Самченка козака осадив». Ймовірно той зумів проявити добре себе у війнах, оскільки вибір випав на нього.
Син кримського хана Селіма I — Девлет Ґерай — наказав новому гетьману за 12 днів дійти до Немирова і дав у допомогу 20 тисяч своїх людей, щоб ті разом з козаками завоювали Немирів, столицю Правобережної України, де осів гетьман Андрій Могила. Проте ця військова кампанія закінчилася невдало. Під час чергового нападу на Немирів у грудні 1685 року Самченко загинув.